# لابیروت
لابیروت یا لبِ‌رود یک منطقه مسکونی در ولایت بخارا در ازبکستان است. این ناحیه جمعیتی میان ۵۰۰ تا ۱۰۰۰ نفر دارد. آبراهی کوچکی از میان روستا گذر می‌کند که نام روستا از آن شکل گرفته است. این روستا دارای باغ‌های انگور و زردآلو است.